# Жако, Мишель
Мише́ль Жако́, в замужестве Эрри́ (фр. Michèle Jacot-Herry; род. 5 января 1952, Ле-Пон-де-Бовуазен) — французская горнолыжница, выступавшая в слаломе, гигантском слаломе и скоростном спуске. Представляла сборную Франции по горнолыжному спорту в 1968—1976 годах, чемпионка мира, победительница 10 этапов Кубка мира, обладательница малого Хрустального глобуса и Кубка мира в общем зачёте, трёхкратная чемпионка французского национального первенства, участница двух зимних Олимпийских игр.

## Биография
Мишель Жако родилась 5 января 1952 года в коммуне Ле-Пон-де-Бовуазен департамента Изер, Франция. Серьёзно заниматься горнолыжным спортом начала во время обучения в университете в Савойе, проходила подготовку на склонах горного массива Монблан.
В 1968 году вошла в основной состав французской национальной сборной и дебютировала в Кубке мира, при этом на двух этапах сумела попасть в десятку сильнейших. В следующем сезоне заметно улучшила свои результаты, на двух этапах одержала победу.
Наиболее успешным сезоном в карьере Жако оказался сезон 1969/70, когда она завоевала малый Хрустальный глобус в слаломе и стала победительницей общего зачёта Кубка мира во всех дисциплинах (единственная французская горнолыжница, сумевшая выиграть Кубок мира в общем зачёте). Кроме того, побывала на чемпионате мира в Валь-Гардене, откуда привезла награды бронзового и золотого достоинства, выигранные в слаломе и комбинации соответственно.
Благодаря череде удачных выступлений удостоилась права защищать честь страны на зимних Олимпийских играх 1972 года в Саппоро — в слаломе была дисквалифицирована во время первой попытки и не показала никакого результата, в гигантском слаломе финишировала шестнадцатой, тогда как в программе скоростного спуска заняла пятнадцатое место.
В 1974 году выступила на мировом первенстве в Санкт-Морице, где стала серебряной призёркой в слаломе, пропустив вперёд только представительницу Лихтенштейна Ханни Венцель.
Находясь в числе лидеров горнолыжной команды Франции, благополучно прошла отбор на Олимпийские игры 1976 года в Инсбруке. В слаломе шла восемнадцатой после первой попытки, но во второй попытке не финишировала. В гигантском слаломе заняла тринадцатое место, в то время как в скоростном спуске стала пятнадцатой.
Вскоре по окончании инсбрукской Олимпиады приняла решение завершить спортивную карьеру. Жако в общей сложности 20 раз поднималась на подиум различных этапов Кубка мира, в том числе 10 этапов выиграла. Является, помимо всего прочего, трёхкратной чемпионкой Франции по горнолыжному спорту: один раз побеждала в слаломе и дважды в комбинации.